# Еполетова акула Мілн-Бей
Еполетова акула Мілн-Бей (Hemiscyllium michaeli) — акула з роду Еполетова акула родини азійські котячі акули. Інша назва «леопардова еполетна акула». Тривалий час вважалася підвидом індонезійської еполетової акули. Лише у 2010 році вчені Джеральд Р.Аллен та Кристіна Л.Даджен довели самостійність цього виду.

## Опис
Загальна довжина досягає 69,5 см см. Має велику схожість з індонезійською еполетовою акулою. Голова коротка. Морда округла. Очі невеликі, овальної форми. Над очима присутні характерні горбики, на кшталт брів. Під ними присутні великі бризкальця. У ніздрів є маленькі вусики. Зуби маленькі, широкі в основі, з трикутними вістрями. На верхній щелепі є 26-35 зубів, на нижній — 21-32. У неї 5 пар невеликих зябрових щілин, при цьому 4 та 5 розташовані близько одна від одної. Тулуб подовжений, більше половини якого складає хвостове стебло. Грудні та черевні плавці широкі та округлі. Має 2 спинних плавця та анальний. Спинні плавці великі, однакового розміру, розташовані ближчі до хвоста. Анальний плавець невеликий, розташований неподалік хвостового плавця. Хвостовий плавець маленький, горизонтальний, нижня лопать нерозвинена.
Забарвлення спини жовто-коричнева або бежева з темно-коричневими цяточками по всьому тілу та плавцях. Позаду грудні плавців присутнє велика темна пляма з білою облямівкою, проте вона не дуже чітко виражена. Відмінність від індонезійської еполетовою акули полягає у більш щільною розташуванні темних плямок, особливо на голові, вони більші та нагадують плями леопарда (звідси походить інша назва цієї акули). Водночас ця акула не має блідих серпоподібних смуг на тілі (на відміну від індонезійської). Також є відмінності на генному рівні.

## Спосіб життя
Здатна застосовувати для переміщення грудні та черевні плавці. Рух акули нагадує рух ящірки. Одинак. Активна вночі, вдень ховається серед рифів. Живиться морськими червами, личинками, дрібними ракоподібними та молюсками, інколи донною рибою.
Статева зрілість настає при розмірах 50-60 см. Це яйцекладна акула. Процес парування та появи акуленят ще достеменно не вивчено.
Загрози для людини не являє.

## Розповсюдження
Мешкає переважно у затоці Мілн-Бей (звідси походить її назва) біля узбережжя Папуа Нової Гвінеї. Також зустрічається біля островів Тробріан та Самарай.